# Oggar
Oggar, l'Immortale Più Potente del Mondo, è un personaggio immaginario della Fawcett Comics, i cui diritti di pubblicazione furono acquisiti dalla DC Comics negli anni '70. Oggar fu un nemico pre-Crisi di Capitan Marvel; non ebbe tuttavia alcuna comparsa post-Crisi. Comparve per la prima volta in Capitan Marvel Adventures n. 61 (maggio 1946), pubblicato dalla Fawcett Comics. La sua prima comparsa nella DC Comics fu in World's Finest Comics n. 264 (agosto 1980).
Fu un nemico ricorrente dei Marvels nelle storie DC Comics pubblicate prima del reset della continuità nella miniserie del 1985 Crisi sulle Terre Infinite.

## Biografia del personaggio
In origine, il Mago Shazam era chiamato Shazamo. Era un mago potente e guidò un pantheon di eroi le cui iniziali formavano il suo nome: Salomone, Hercules, Atlante, Zeus, Achille, Mercurio...e Oggar. Tuttavia, il potere corruppe Oggar, che era il preferito di Shazamo. A un certo punto, Oggar si rifiutò di eseguire un ordine di Shazamo per aiutare una piccola nazione che stava per essere invasa da un tiranno. Oggar affermò che Shazamo stava invecchiando e che avrebbe dovuto essere lui a guidare il pantheon. Dopo aver combattuto con Shazamo, non poté competere con i poteri del Mago. Di conseguenza, Shazamo condannò Oggar a vivere tra i mortali e successivamente rimosse la "O" dal suo nome. Prima di partire, Oggar rimase abbastanza vicino alle porte del tempio di Shazamo da sentirlo pronunciare la profezia: nel ventesimo secolo, il mago (ora Shazam) sarebbe morto e avrebbe avuto un successore di nome Billy Batson. Billy era destinato a diventare Capitan Marvel e ad acquisire i poteri combinati dei restanti eroi del pantheon. Oggar pensò che sarebbe stato saggio attendere fino al ventesimo secolo quando ci sarebbe stato solo Capitan Marvel da sconfiggere, invece di sette nemici. Tuttavia, 3000 anni fa, Oggar tentò di sedurre la bellissima Circe perché diventasse la sua regina nell'attesa di conquistare il mondo, ma ella rifiutò (da notare: questa è la Circe di Terra-S; anche se somigliava alla figura mitologica ma non è l'attuale Circe dell'Universo DC). Oggar cercò di vendicarsi, ma la sua magia non era in grado di ferire le donne. Così, invece, le fece il regalo di renderla immortale. Tuttavia, l'incantesimo non ebbe alcun effetto di mitigare gli effetti di invecchiamento e dopo 200 anni anche se era ancora in vita, Circe era terribilmente vecchia e rugosa. Alla fine, sviluppò un odio mortale per tutti gli uomini che erano, adesso, spaventati dal suo aspetto. Circe imparò la stregoneria, e come tramutare gli uomini in animali. Dopo la sua ribellione, il Mago Shazam maledisse Oggar donandogli gli zoccoli.
Oggar ritornò nel ventesimo secolo e si batté con Capitan Marvel mentre cercava di reclutare persone per il suo Culto del Maleficio. Se se ne fossero andati, sarebbero stati maledetti. Alla fine incontrò anche Circe, che lo trasformò in un cinghiale. In questa forma, cadde in un precipizio e morì. Tuttavia, fu in grado di riformarsi con la magia e si unì alla Società dei Mostri del Male.

## Poteri e abilità
Oggar ha forza e resistenza pari a quelle di Capitan Marvel e la sua magia è in grado di fare quasi tutto, come trasformare Capitan Marvel in Billy con il fulmine magico, o trasformare le persone, anche se ogni incantesimo poteva essere utilizzato una sola volta contro la stessa persona. Il potere di Oggar non può essere utilizzato per ferire direttamente obiettivi femminili (tuttavia, Oggar lavorò su questa sua limitazione: una volta donando a Circe l'immortalità ma senza darle la giovinezza eterna e un'altra volta direzionando il fulmine magico contro il terreno sotto Mary Marvel). Oggar è anche in grado di volare, è immortale, e non invecchia. Tuttavia è vulnerabile agli incantesimi di trasformazione magica.